# Adem (Katnuf)
Adem is een lied van de Nederlands-Belgische zanger Katnuf. Het werd in 2022 als single uitgebracht.

## Achtergrond
Adem is geschreven door Anas Kasmi, Renske te Buck, Bernard Lijte, Souky Parris en Jason Xavier Mungroop en geproduceerd door JasonXM. Het is een lied uit het genre nederpop. In het lied zingt de artiest over het einde van een relatie. Het is de liedverteller die de relatie heeft beëindigd. De zanger vertelde dat hij hoopt dat het lied voor mensen kan helpen in tijden van een relatiebreuk en dat het later persoonlijke herinneringen kan oproepen voor die mensen.
In de bijbehorende videoclip zijn beelden te zien die onderwater zijn opgenomen. Verder is er volgens de artiest ook ruimte voor eigen verbeelding in de clip, zodat mensen hun eigen invulling er aan kunnen geven.

## Hitnoteringen
De zanger had weinig succes met het lied in de Nederlandse hitlijsten. Er was geen notering in de Single Top 100 en ook de Top 40 werd niet bereikt. Bij laatstgenoemde was er wel de zeventiende positie in de Tipparade.